# Ron jezici
Ron jezici (privatni kod: ronp; Isto i Ron Group A, Ron Proper), jedan od dva ogranka ron-fyerskih jezika, šira zapadnočadska skupina, koja je raširena na područje Nigerije. Predstavnici su:
- Duhwa ili Karfa, Kerifa, Nzuhwi [kbz], 800 (1973 SIL).
- Kulere ili Akande, Akandi, Kande, Korom Boye, Tof [kul], 15.600 (1990).
- Mundat [mmf], 1.000 (1998 SIL).
- Ron ili 	“Chala”, “Challa” [cla], 115.000 (1995).
- Sha [scw], 3.000 (1998 SIL)

## Vanjske poveznice
- Ethnologue (14th)
- Ethnologue (15th)